# Coronel Fabriciano
Coronel Fabriciano es un municipio del estado de Minas Gerais, en Brasil. Se localiza en la Región Metropolitana de Vale do Aço. Según el Instituto Brasileiro de Geografia e Estatística (IBGE), su población en 2020 fue de 110.290 habitantes, que abarca un área de 221,252 km².
Limita con los municipios de Ipatinga, Timóteo, Ferros, Joanésia, Antônio Dias y Mesquita.

## Historia
Fue fundado mediante la ley del estado de Minas Gerais nº 823, el 7 de septiembre de 1923, basado en el antiguo pueblo Santo Antônio de Piracicaba (actual barrio Melo Viana, en el distrito Senador Melo Viana). Su sede se cambió en 1933 al pueblo del Calado (actual Centro de Fabriciano), debido a la presencia da Estación del Calado. El municipio se emancipó en 1948, después de escindirse de Antônio Dias.

## Distritos
- Coronel Fabriciano (sede) - 175,2 km²[5]
- Senador Melo Viana - 46,88 km²[5]

## Fotos

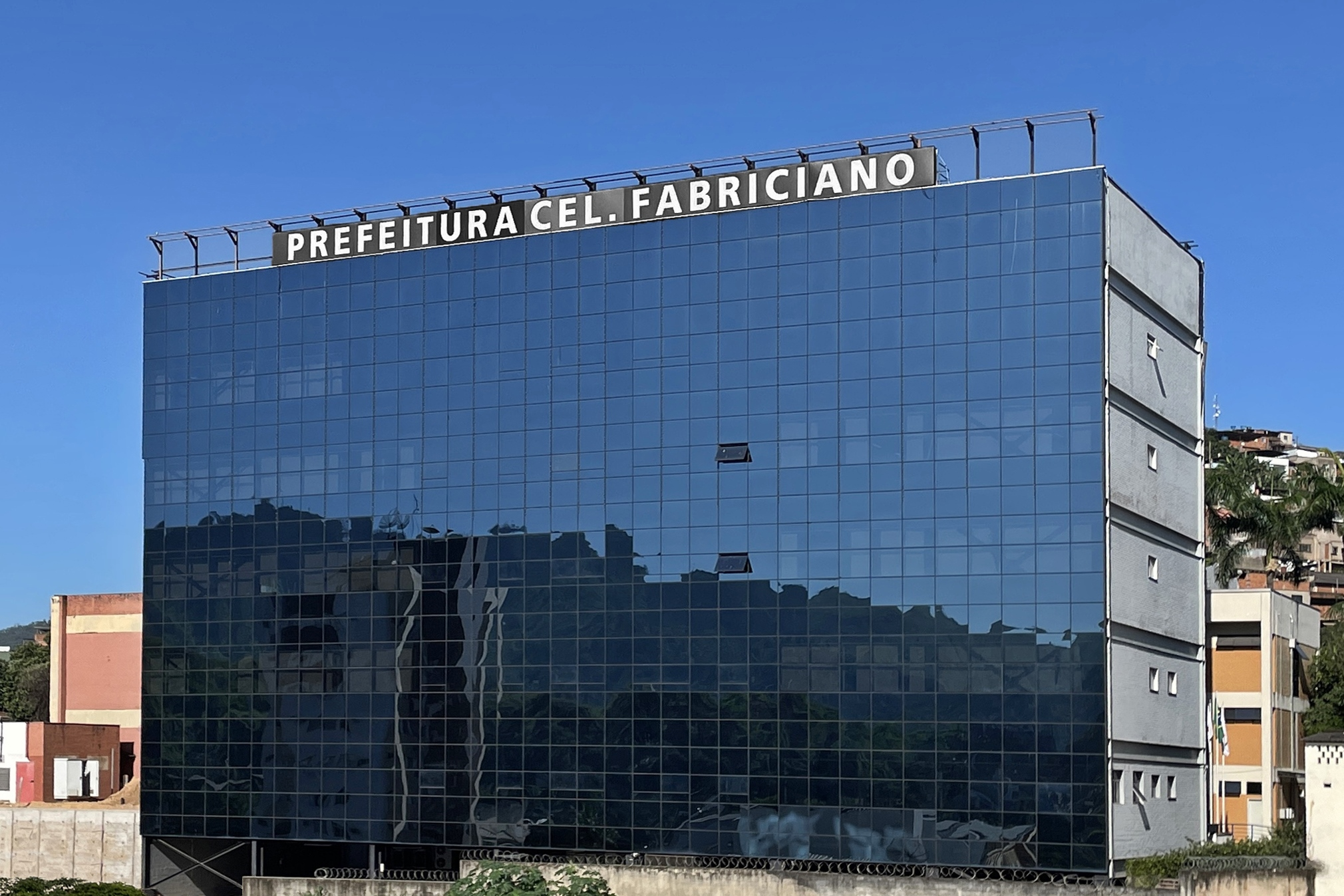
Sede
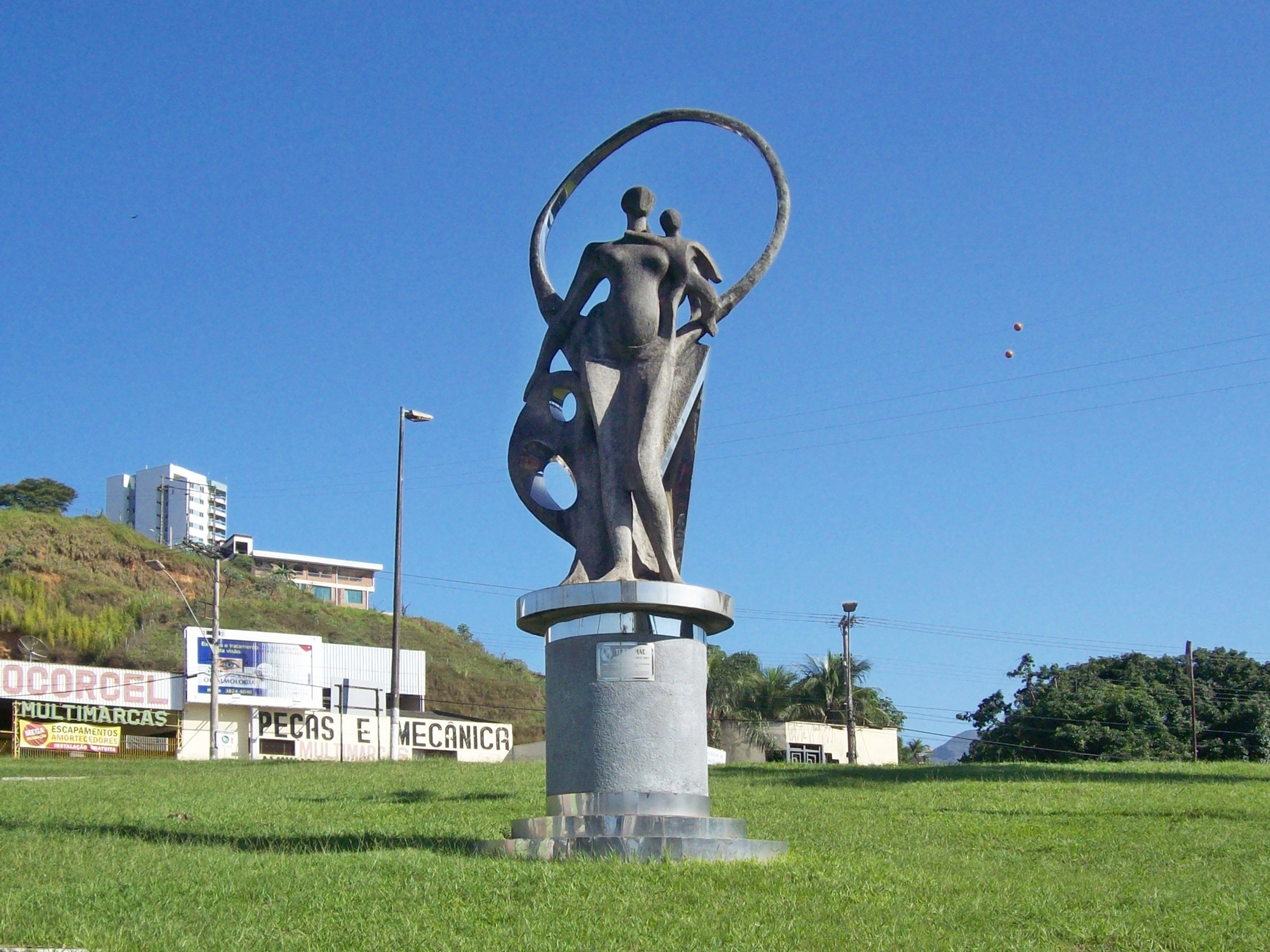
Monumento "Terra Mãe"
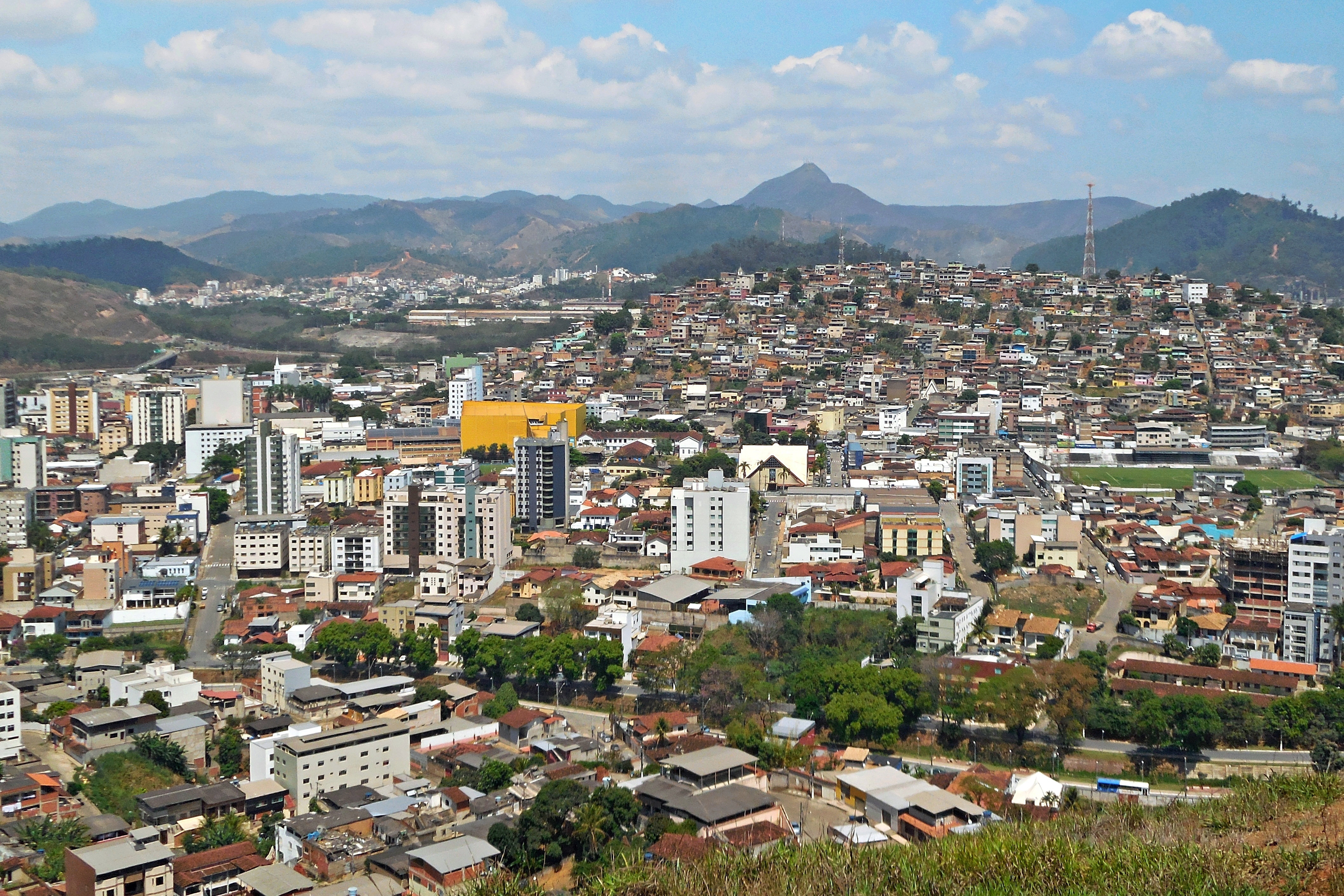
Región central